# Olympische Winterspiele 1976/Teilnehmer (Kanada)
| Gelbes Symbol für Goldmedaillen mit stilisierten Olympischen Ringen | Graues Symbol für Silbermedaillen mit stilisierten Olympischen Ringen | Braundes Symbol für Bronzemedaillen mit stilisierten Olympischen Ringen |
| ------------------------------------------------------------------- | --------------------------------------------------------------------- | ----------------------------------------------------------------------- |
| 1                                                                   | 1                                                                     | 1                                                                       |

Kanada nahm an den Olympischen Winterspielen 1976 in Innsbruck mit einer Delegation von 59 (38 Männer, 21 Frauen) Athleten teil. Der Skirennläufer Dave Irwin wurde als Fahnenträger für die Eröffnungsfeier ausgewählt.

## Teilnehmer nach Sportarten

### Ski Alpin
| Damen: - Kathy Kreiner Abfahrt: 19. Platz – 1:50,48 min Riesenslalom: – 1:29,13 min Slalom: DNF - Betsy Clifford Abfahrt: 22. Platz – 1:51,40 min Riesenslalom: 22. Platz – 1:32,61 min Slalom: DNF - Laurie Kreiner Abfahrt: 16. Platz – 1:49,97 min Riesenslalom: 27. Platz – 1:34,53 min Slalom: 14. Platz – 1:39,38 min | Herren: - Jim Hunter Abfahrt: 10. Platz – 1:47,52 min Riesenslalom: 22. Platz – 3:37,36 min Slalom: 23. Platz – 2:17,06 min - Dave Irwin Abfahrt: 8. Platz – 1:47,41 min - Dave Murray Abfahrt: 18. Platz – 1:48,43 min Riesenslalom: DNF Slalom: DNF - Ken Read Abfahrt: 5. Platz – 1:46,83 min Riesenslalom: DNF Slalom: DNF - Robert Safrata Riesenslalom: DNF Slalom: 27. Platz – 2:17,98 min |

### Bob
| Zweierbob: - Jim Lavalley/Colin Nelson (CAN I) 18. Platz – 3:52,00 min - Joey Kilburn/Brian Vachon (CAN II) 23. Platz – 3:54,29 min | Viererbob: - Jim Lavalley/Colin Nelson/Thomas Stehr/David Veale (CAN I) 17. Platz – 3:48,02 min - William Dunn/Christopher Frank/Christopher Martin/Brian Vachon (CAN II) 21. Platz – 3:50,86 min |

### Eiskunstlauf
| Damen: - Kim Alletson 14. Platz - Lynn Nightingale 9. Platz | Herren: - Toller Cranston - Stan Bohonek 14. Platz - Ron Shaver DNF | Paare: - Candy Jones/Donald Fraser 14. Platz | Eistanz: - Barbara Berezowski/David Porter 10. Platz - Susan Carscallen/Eric Gillies 13. Platz |

### Eisschnelllauf
| Damen: - Cathy Priestner 500 m: – 43,12 s 1000 m: 6. Platz – 1:29,66 min - Elizabeth Appleby 1000 m: 22. Platz – 1:34,27 min 1500 m: 21. Platz – 2:24,89 min 3000 m: 18. Platz – 4:58,68 min - Sylvia Burka 500 m: 11. Platz – 44,35 s 1000 m: 4. Platz – 1:29,47 min 1500 m: 9. Platz – 2:19,74 min 3000 m: 8. Platz – 4:49,04 min - Gayle Gordon 3000 m: 23. Platz – 5:07,09 min - Kathleen Vogt 500 m: 21. Platz – 45,62 s 1500 m: 23. Platz – 2:25,49 min | Herren: - Andy Barron 5000 m: 23. Platz – 8:10,00 min - Gaétan Boucher 500 m: 14. Platz – 40,53 s 1000 m: 6. Platz – 1:21,23 min 1500 m: 14. Platz – 2:04,63 min - Tom Overend 500 m: 11. Platz – 40,22 s 1000 m: 23. Platz – 1:25,06 min |

### Rodeln
| Damen: - Mary Jane Bowie 23. Platz – 3:02,341 min - Julie Chase 26. Platz – 3:13,522 min - Carole Keyes 22. Platz – 3:01,883 min | Herren: - Larry Arbuthnot 31. Platz – 3:42,784 min - Denis Michaud DNF - Michael Shragge 35. Platz – 3:46,292 min | Doppelsitzer: - Larry Arbuthnot/Doug Hansen 17. Platz – 1:30,035 min - David McComb/Michael Shragge 22. Platz – 1:31,590 min |

### Ski Nordisch

#### Langlauf
| Damen: - Sharon Firth 5 km: 29. Platz – 17:35,06 min 10 km: 28. Platz – 33:15,20 min 4 × 5 km Staffel: 7. Platz – 1:14:02,72 h - Shirley Firth 5 km: 27. Platz – 17:31,36 min 10 km: 29. Platz – 33:16,50 min 4 × 5 km Staffel: 7. Platz – 1:14:02,72 h - Joan Groothuysen 5 km: 30. Platz – 17:51,08 min 10 km: 34. Platz – 34:16,35 min 4 × 5 km Staffel: 7. Platz – 1:14:02,72 h - Susan Holloway 10 km: 32. Platz – 34:03,49 min 4 × 5 km Staffel: 7. Platz – 1:14:02,72 h - Esther Miller 5 km: 34. Platz – 18:05,05 min | Herren: - Bert Bullock 15 km: 33. Platz – 47:23,38 min 30 km: 31. Platz – 1:36:24,55 h 50 km: DNF 4 × 10 km Staffel: 12. Platz – 2:15:31,85 h - Edward Day 15 km: 59. Platz – 49:59,43 min 30 km: 42. Platz – 1:38:09,10 h 50 km: 37. Platz – 2:51:58,75 h 4 × 10 km Staffel: 12. Platz – 2:15:31,85 h - Ernie Lennie 15 km: 67. Platz – 52:27,04 min 50 km: 41. Platz – 3:01:01,57 h 4 × 10 km Staffel: 12. Platz – 2:15:31,85 h - Reijo Puiras 30 km: 56. Platz – 1:41:34,43 h - Hans Skinstad 15 km: 56. Platz – 49:30,36 min 30 km: 30. Platz – 1:36:16,95 h 50 km: 22. Platz – 2:46:11,83 min 4 × 10 km Staffel: 12. Platz – 2:15:31,85 h |

#### Nordische Kombination
Herren:
- Kurt Sjolund
33. Platz

#### Skispringen
- Kim Fripp
Normalschanze: 54. Platz – 175,9 Punkte
Großschanze: 53. Platz – 125,9 Punkte
- Donald Grady
Normalschanze: 55. Platz – 164,9 Punkte
Großschanze: 48. Platz – 149,5 Punkte
- Richard Grady
Normalschanze: 48. Platz – 192,6,8 Punkte
Großschanze: 46. Platz – 153,3 Punkte
- Peter Wilson
Normalschanze: 56. Platz – 149,4 Punkte
Großschanze: 39. Platz – 159,6 Punkte